# Filipa
Filipa – żeński odpowiednik imienia Filip.
Chrześcijańskimi patronkami tego imienia są św. Filipa z Perge i bł. Filipa Mareria, która postanowiła zostać pustelnicą pod wpływem spotkania ze św. Franciszkiem z Asyżu, a także bł. Filipa de Chantemilan.
Filipa imieniny obchodzi 16 lutego, 20 września i 15 października.
Znane osoby noszące imię Filipa:
- Filipa Charlotta Pruska – księżniczka Prus
- Filipa de Almada (XV wiek) – portugalska arystokratka i poetka
- Filipa de Hainault
- Filipa Perestrello de Moniz – Portugalka, żona Krzysztofa Kolumba
- Filipa Plantagenet
- Filipa Lancaster
- Pippa Wilson (ur. 1986) – brytyjska żeglarka sportowa, dwukrotna mistrzyni świata

Zobacz też:
- Filipinki – żeński zespół wokalny z lat 60. ze Szczecinia
- Filipy – 4 miejscowości w Polsce
- Filipiny – państwo w południowo-wschodniej Azji, położone na archipelagu na Oceanie Spokojnym